# Rodrigo von Bistram

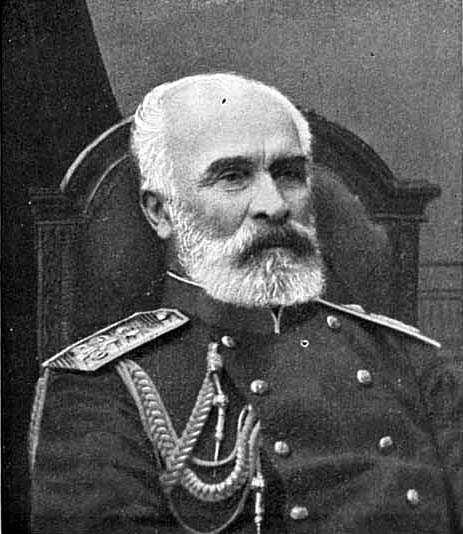
Rodrigo Gregor von Bistram

Rodrigo Gregor von Bistram  (russisch: Бистром, Родриг Григорьевич; * 15. September 1809 in Jakobstadt; † 20. Dezember 1886 in Sankt Petersburg) war ein baltischer Freiherr, Generalleutnant, Generaladjutant und General der Infanterie in der Kaiserlich-russischen Armee. 

## Leben
Rodrigo Grigorjewitsch von Bistram  diente zunächst als Unteroffizier ab 1827 in einem der berühmten russischen Alten Garden, dem Semjonowski-Leibgarderegiment, und wurde 1828 zum Fähnrich befördert.  Während seiner Einsätze im  Russisch-Türkischen Krieg von 1828 bis 1829 und  1831 im Novemberaufstand in Polen zeichnete er sich durch Tapferkeit und Einsatzbereitschaft aus und avancierte bis zum Kapitän.  1845 wurde er zum Oberst befördert und 1851 zum Flügeladjutanten seiner kaiserlichen Majestät ernannt. Mit seiner Beförderung, im Jahre 1853, zum Generalmajor wurde er gleichzeitig Kommandeur des Semjonowski-Leibgarderegiments welches er im Krimkrieg führte. Ab 1855 diente er in der kaiserlichen Suite und wurde 1860 Generaladjutant seiner Majestät. Von 1860 bis 1868 kommandierte er die 2. Garde-Infanterie-Division, die 1863 in Polen eingesetzt wurde. 1861 erhielt er die Beförderung zum Generalleutnant, es folgte von 1868 bis 1879 die Verwendung als Assistent des Oberkommandierenden der Garde und aller Truppen im Militärbezirk Sankt Petersburg. Er wurde letztlich 1869 zum General der Infanterie ernannt und war seit 1874 Mitglied im Kriegsrat des russischen Kaiserreichs.

## Auszeichnungen
- 1831 Russischer Orden der Heiligen Anna, 4. Klasse
- 1831 Polnischer Orden  Virtuti Militari, 4. Klasse
- 1854 Russischer Orden des Heiligen Georg, 4. Klasse
- 1857 Sankt-Stanislaus-Orden, 1. Klasse
- 1865 Orden des Heiligen Wladimir, 2. Klasse
- 1871 Alexander-Newski-Orden, 1. Klasse
- 1878 Orden des Heiligen Wladimir, 1. Klasse
- 1886 Orden des Heiligen Andreas des Erstberufenen

## Herkunft und Familie

Familienwappen der kurländischen Adelsfamilie von Bistram

Rodrigo von Bistram stammte aus dem baltischen Adelsgeschlecht von Bistram (aus dem Hause Born-Rimahlen und Sussey). Seine Eltern waren der Jurist Karl Gotthard Wilhelm Ernst von Bistram (1777–1841) und Apollonia  von Engelhardt. Sein Bruder war der Jurist Conrad von Bistram (1816–1890). In 1. Ehe war er seit 1845 mit Katharina von Tornauw aus dem Hause Gieducz (Litauen) (1823–1861) und ab 1866 in 2. Ehe mit Marie von Hahn (1822–1900) verheiratet. Ihre Söhne waren Ferdinand von Bistram (1845–1915) und Nikolai von Bistram (* 1849 in Sankt Petersburg; † 1913 in Grenztal). Nikolai v. B. war ab 1880 Herr auf Grenztal (Slugtin) und  Patenkind von Zar Nikolaus II., Nikolai heiratete Friedericke Wilhelmine von der Ropp († 1943 in Straßburg), dessen Sohn Roderich von Bistram  (1886–1968) war ein baltischer Landespolitiker, Nationalist und Mitgründer des Verbandes der Ordensgründer „Organisation X“ (1920–1928), dem späteren Brüderlichen Kreis.